# Yuliya Tarasova
Yuliya Tarasova (née le 13 mars 1986 à Tachkent) est une athlète ouzbèke spécialiste du saut en longueur et de l'heptathlon.

## Carrière
Elle remporte le concours de l'heptathlon lors des Championnats d'Asie 2009 de Canton en réalisant un total de 5 840 pts. Le 5 juin 2010 à Tachkent, elle porte son record personnel à la longueur à 6,81 m. En fin de saison, Yuliya Tarasova remporte la première édition de la Coupe continentale 2010 à Split, grâce à un bond à 6,70 m, devançant de six centimètres la Cubaine Yargelis Savigne.
Elle saute 6,31 m le 31 mai 2016 à Riga.

## Palmarès
| Date | Compétition                    | Lieu           | Place | Épreuve    | Marque    |
| ---- | ------------------------------ | -------------- | ----- | ---------- | --------- |
| 2003 | Championnats d'Asie            | Canton         | 9e    | Heptathlon | 4 768     |
| 2003 | Championnats du monde jeunesse | Sherbrooke     | 7e    | Heptathlon | 5 129     |
| 2004 | Championnats du monde juniors  | Grosseto       | 14e   | Heptathlon | 5 019     |
| 2006 | Championnats d'Asie en salle   | Pattaya        | 5e    | Pentathlon | 4 004     |
| 2008 | Jeux olympiques                | Rio de Janeiro | 26e   | Heptathlon | 5 785     |
| 2009 | Multistars                     | Florence       | 3e    | Heptathlon | 5 989     |
| 2009 | TNT - Fortuna Meeting          | Kladno         | 2e    | Heptathlon | 5 916     |
| 2009 | Championnats du monde          | Berlin         | 20e   | Heptathlon | 6 658     |
| 2009 | Jeux asiatiques en salle       | Hanoï          | 2e    | Longueur   | 6,45 m    |
| 2009 | Championnats d'Asie            | Canton         | 1re   | Heptathlon | 5 840     |
| 2010 | Championnats du monde en salle | Doha           | 7e    | Longueur   | 6,54 m    |
| 2010 | Coupe continentale             | Split          | 1re   | Longueur   | 6,70 m    |
| 2010 | Jeux asiatiques                | Canton         | 3e    | Longueur   | 6,49 m    |
| 2010 | Jeux asiatiques                | Canton         | 1re   | Heptathlon | 5 783 pts |
| 2011 | Championnats d'Asie            | Canton         | 4e    | Longueur   | 6,37 m    |
| 2013 | Universiade                    | Kazan          | 12e   | Longueur   | 6,04 m    |
| 2014 | Championnats d'Asie en salle   | Hangzhou       | 2e    | Pentathlon | 3 985     |
| 2014 | Jeux asiatiques                | Incheon        | 3e    | Heptathlon | 5 482     |
| 2016 | Championnats d'Asie en salle   | Doha           | 4e    | Longueur   | 6,21 m    |

## Records personnels
| Épreuve          | Épreuve      | Performance | Lieu                | Date            |
| ---------------- | ------------ | ----------- | ------------------- | --------------- |
| Saut en hauteur  | En plein air | 1,81 m      | Tachkent            | 22 mai 2008     |
| Saut en hauteur  | En salle     | 1,63 m      | Hangzhou            | 16 février 2014 |
| Saut en longueur | En plein air | 6,81 m (NR) | Tachkent            | 5 juin 2010     |
| Saut en longueur | En salle     | 6,66 m      | Tachkent            | 21 février 2010 |
| Heptathlon       | En plein air | 5 989 pts   | Desenzano del Garda | 10 mai 2009     |
| Pentathlon       | En salle     | 4 004 pts   | Pattaya             | 10 février 2006 |